# Codalunga
Il Codalunga è un torrente dell'Agordino, affluente di destra del Fiorentina.
Nasce nei pressi del Passo Giau ai piedi del Monte Cernera e sfocia nel torrente Fiorentina tra gli abitati di Selva di Cadore e Colle Santa Lucia.
Dal 1866 al 1918 fu confine di Stato tra Regno d'Italia e Impero austro-ungarico.